# Warrior's Run
De Warrior's Run is een jaarlijkse wedren van ca. 16 km die plaatsvindt rond de Ierse berg Knocknarea. 
De wedstrijd begint bij het kanon bij het strand van Strandhill; vandaar gaan de lopers via de parkeerplaats naar de top van Knocknarea, om de grafheuvel heen, weer naar beneden en vervolgens voltooien zij het rondje om de berg en eindigen uiteindelijk weer bij het kanon. Er doen jaarlijks enkele honderden mensen mee, zowel uit de directe omgeving als uit de rest van de wereld. De snelste tijd is iets minder dan een uur. De wedren vond voor het eerst plaats in 1985.